# Gunter Böhme

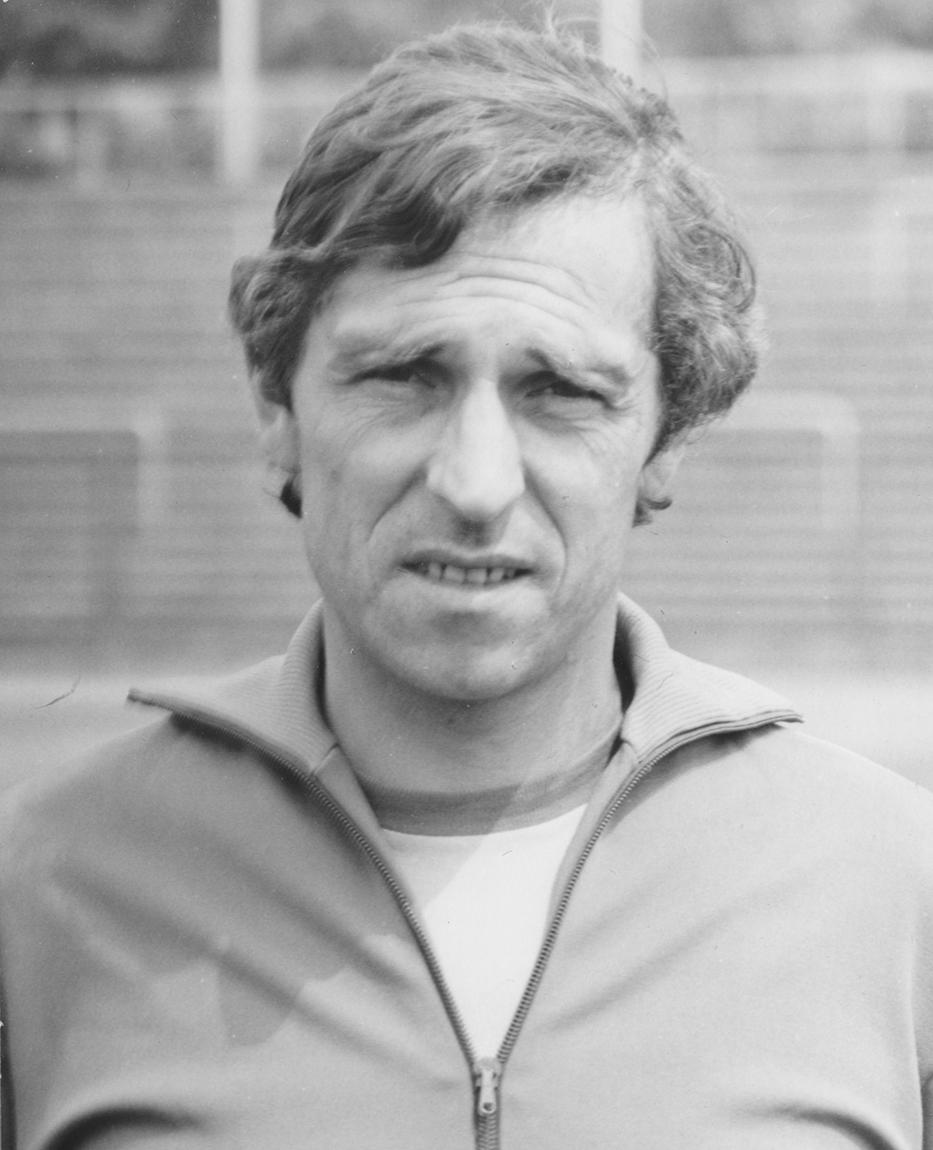
Gunter Böhme, 1979

Gunter Böhme (* 30. Oktober 1939) ist ein ehemaliger deutscher Fußballtrainer. Zwischen 1969 und 1991 war er, mit einer kurzen Unterbrechung, für den 1. FC Lokomotive Leipzig in verschiedenen Funktionen als Trainer im Nachwuchs und später als Co- bzw. Cheftrainer der DDR-Oberliga-Mannschaft aktiv.

## Sportliche Laufbahn
Nach dem Abitur an der KJS und einem Fernstudium an der Deutschen Hochschule für Körperkultur zum Diplom-Sportlehrer kam Böhme 1969 zum 1. FC Lok und übernahm dort die Knabenmannschaft. Erster großer Erfolg im Jahr 1971 war der Meistertitel bei der DDR-Hallenmeisterschaft der 10- bis 12-Jährigen in Schwerin. Dort holte sich im Februar 1971 seine Mannschaft den "Wanderpokal des 13. Dezember". Unter seinen Schützlingen befanden sich unter anderem die späteren DDR-Nationalspieler Matthias Liebers, Rene Müller oder Ronald Kreer.
1979 wurde Böhme zum Co-Trainer der Oberligamannschaft des 1. FC Lok befördert. In der Saison 1989/90 übernahm Böhme den Trainerposten der Ligamannschaft von Motor Ludwigsfelde. Nachdem in der Winterpause zehn Spieler als Abgang vermeldet wurden, beendete Böhme sein Engagement in Ludwigsfelde. Nach dem Weggang Ulli Thomales bei Lok Leipzig im Frühjahr 1990 kehrte er zu seinem früheren Stammverein zurück und wurde bei den Probstheidaern Cheftrainer. Den Posten behielt er bis zum letzten Spieltag der Saison 1990/91. Die um zwei Tore schlechtere Tordifferenz zum Tabellensechsten Carl Zeiss Jena gab den Ausschlag, dass Lok Leipzig als Tabellensiebter die direkte Qualifikation für die Zweite Bundesliga knapp verpasste. Gunter Böhme wurde von seinen Aufgaben entbunden und verabschiedete sich aus dem Leistungssport.
Böhmes größte Erfolge als Co-Trainer von Lok Leipzig waren: Finalist im  EC der Pokalsieger 1986/87, dreifacher FDGB-Pokalsieger (1981, 1986 und 1987), zweimaliger Vizemeister (1986 und 1988) und vierfacher Meisterschaftsdritter in der DDR-Oberliga (1982, 1984, 1985 und 1987).

## Privates
Gunter Böhme ist verheiratet. Seit 2002 Rentner, lebt er heute in Threna bei Leipzig.